# Marc Boutruche
Marc Boutruche (Lorient, 19 settembre 1976) è un ex calciatore francese, di ruolo di difensore.